# Смилець (Пазарджицька область)
Сми́лець (болг. Смилец) — село в Пазарджицькій області Болгарії. Входить до складу общини Стрелча.

## Населення
За даними перепису населення 2011 року у селі проживала 271 особа, з них 232 особи (99,1%) — болгари.
Розподіл населення за віком у 2011 році:
Динаміка населення: